# Caroline Nielsen
Caroline Nielsen, född 1797, död 1869, var en dansk operasångerska. 
Hon, som hade tyska som modersmål, debuterade på det Kongelige Teater 25 september 1815 i operan Aline av Johann Abraham Peter Schulz. Hon lämnade operan 1833.